# Сидраозеро
Сидраозеро — озеро на территории Паданского сельского поселения Медвежьегорского района Республики Карелии.

## Общие сведения
Площадь озера — 6,1 км², площадь водосборного бассейна — 218 км². Располагается на высоте 147,9 метров над уровнем моря.
Форма озера продолговатая: вытянуто с северо-запада на юго-восток. Берега каменисто-песчаные, местами заболоченные.
В озеро втекает река Сидра. С юго-востока Сидраозеро переходит в Тумасозеро, через которое протекает река Сонго, втекающая в озеро Селецкое.
У юго-восточной оконечности озера расположен один небольшой остров без названия.
Код объекта в государственном водном реестре — 02020001111102000007451.